# Liga lekkoatletyczna

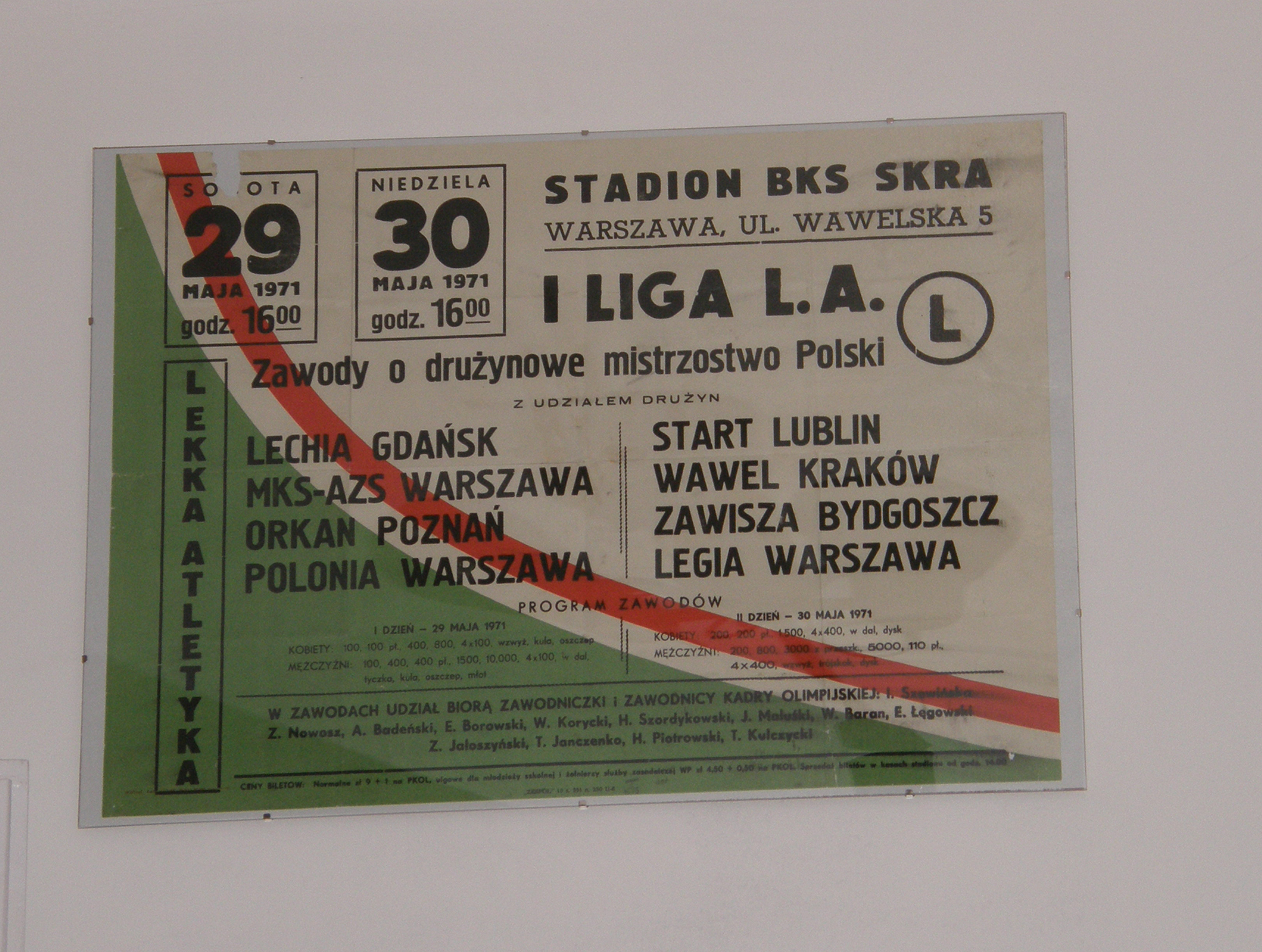
Plakat promujący wiosenny rzut I ligi lekkoatletycznej w 1971

Liga lekkoatletyczna – zawody sportowe organizowane przez Polski Związek Lekkiej Atletyki od roku 1957 do roku 2016. Odbywały się rokrocznie w dwóch rzutach (pierwszy wiosną w formie kilku mityngów klasyfikowanych jako liga lekkoatletyczna, drugi jesienią jako finał ekstraklasy). Zwyciężał klub, który łącznie uzyskał największą liczbę punktów. Kluby rywalizowały w I i II lidze oraz lidze juniorów. Zwycięzca I ligi lekkoatletycznej otrzymywał tytuł Drużynowego Mistrza Polski seniorów. Nagrodą dla klubu jest statuetka Łucznika. Najwięcej miejsc na podium w historii zawodów zdobyła drużyna warszawskiej Legii. Lekkoatleci tego klubu zajęli 13 razy miejsce pierwsze, 4 razy drugie i 5 razy trzecie.

## Historia
Pierwsza edycja ligi lekkoatletycznej została rozegrana w sezonie 1957. Wiosenny rzut odbył się wówczas na czterech obiektach – w Zabrzu, Krakowie, Warszawie i Sopocie. Finał I ligi odbył się 26 i 27 października w Bydgoszczy. Każdy z mityngów organizował jeden ze startujących klubów i to on był gospodarzem danego rzutu. Rezultaty zawodników przeliczane są według specjalnego systemu opracowanego przez Janusza Rozuma. Początkowo stosowano kryteria takie jak w przypadku wielobojów. W 1980 i 1981 oddzielnie odbyła się liga kobieca i męska. W latach 1989–1993 drużynowe mistrzostwa Polski nie odbywały się. Jedynymi drużynami, które nieprzerwanie od 1957 roku występowały w I lidzebyły Zawisza Bydgoszcz i AZS-AWF Warszawa.
Podczas zawodów ligi lekkoatletycznej – 29 maja 1976 w Bydgoszczy – dwaj polscy tyczkarze Tadeusz Ślusarski i Władysław Kozakiewicz skoczyli 5,62 m, ustanawiając rekord Europy i świata. 

## Tabela medalowa Ligi Lekkoatletycznej
Poniższa tabele prezentuje miejsca medalowe zajmowane przez kluby startujące w lidze lekkoatletycznej
| L.p. | Nazwa klubu        | I miejsce | II miejsce | III miejsce | Razem |
| ---- | ------------------ | --------- | ---------- | ----------- | ----- |
| 1    | Legia Warszawa     | 12        | 5          | 5           | 22    |
| 2    | Górnik Zabrze      | 10        | 5          | 6           | 21    |
| 3    | AZS-AWF Warszawa   | 9         | 7          | 7           | 23    |
| 4    | Skra Warszawa      | 9         | 2          | 0           | 11    |
| 5    | Zawisza Bydgoszcz  | 6         | 14         | 4           | 24    |
| 6    | AZS-AWF Kraków     | 4         | 2          | 6           | 12    |
| 7    | Gwardia Warszawa   | 2         | 2          | 6           | 10    |
| 8    | AZS-AWF Wrocław    | 1         | 9          | 6           | 16    |
| 9    | Warszawianka       | 1         | 2          | 0           | 3     |
| 10   | AZS Wrocław        | 1         | 1          | 0           | 2     |
| 11   | Śląsk Wrocław      | 0         | 4          | 1           | 5     |
| 12   | Schöller Namysłów  | 0         | 1          | 1           | 2     |
| 13   | AZS Gdańsk         | 0         | 1          | 0           | 1     |
| 14   | AZS Kraków         | 0         | 0          | 3           | 3     |
| 15   | Start Lublin       | 0         | 0          | 3           | 3     |
| 16   | AZS-AWF Katowice   | 0         | 0          | 3           | 3     |
| 17   | Olimpia Poznań     | 0         | 0          | 2           | 2     |
| 18   | Podlasie Białystok | 0         | 0          | 2           | 2     |

## Zwycięskie kluby
Poniższa tabele prezentuje kluby, które w poszczególnych latach uplasowały się na pierwszych trzech miejscach w zmaganiach I ligi lekkoatletycznej.
| Rok  | I miejsce         | II miejsce        | III miejsce              | Uwagi     |
| ---- | ----------------- | ----------------- | ------------------------ | --------- |
| 1957 | Zawisza Bydgoszcz | Legia Warszawa    | AZS-AWF Warszawa         |           |
| 1958 | Zawisza Bydgoszcz | Legia Warszawa    | Górnik Zabrze            |           |
| 1959 | Legia Warszawa    | Zawisza Bydgoszcz | AZS Kraków               |           |
| 1960 | Legia Warszawa    | Zawisza Bydgoszcz | Górnik Zabrze            |           |
| 1961 | Legia Warszawa    | Zawisza Bydgoszcz | AZS Kraków               |           |
| 1962 | Legia Warszawa    | Zawisza Bydgoszcz | Gwardia Warszawa         |           |
| 1963 | Zawisza Bydgoszcz | Legia Warszawa    | Gwardia Warszawa         |           |
| 1964 | Zawisza Bydgoszcz | Legia Warszawa    | AZS Kraków               |           |
| 1965 | Legia Warszawa    | Zawisza Bydgoszcz | Gwardia Warszawa         |           |
| 1966 | Legia Warszawa    | Zawisza Bydgoszcz | AZS-AWF Warszawa         |           |
| 1967 | Legia Warszawa    | Zawisza Bydgoszcz | AZS-AWF Warszawa         |           |
| 1968 | Legia Warszawa    | Zawisza Bydgoszcz | Górnik Zabrze            |           |
| 1969 | Legia Warszawa    | Zawisza Bydgoszcz | Górnik Zabrze            |           |
| 1970 | Górnik Zabrze     | Zawisza Bydgoszcz | Legia Warszawa           |           |
| 1971 | Gwardia Warszawa  | Górnik Zabrze     | Legia Warszawa           |           |
| 1972 | Skra Warszawa     | Górnik Zabrze     | Legia Warszawa           |           |
| 1973 | Górnik Zabrze     | Skra Warszawa     | Legia Warszawa           |           |
| 1974 | Górnik Zabrze     | AZS-AWF Warszawa  | Zawisza Bydgoszcz        |           |
| 1975 | Górnik Zabrze     | Gwardia Warszawa  | AZS-AWF Warszawa         |           |
| 1976 | Górnik Zabrze     | AZS-AWF Warszawa  | Gwardia Warszawa         |           |
| 1977 | AZS-AWF Warszawa  | Górnik Zabrze     | Zawisza Bydgoszcz        |           |
| 1978 | Górnik Zabrze     | AZS-AWF Warszawa  | Gwardia Warszawa         |           |
| 1979 | Górnik Zabrze     | Gwardia Warszawa  | AZS-AWF Warszawa         |           |
| 1980 | Górnik Zabrze     | Śląsk Wrocław     | Olimpia Poznań           | Mężczyźni |
| 1980 | AZS Wrocław       | Górnik Zabrze     | Gwardia Warszawa         | Kobiety   |
| 1981 | Górnik Zabrze     | Śląsk Wrocław     | Olimpia Poznań           | Mężczyźni |
| 1981 | Gwardia Warszawa  | AZS-AWF Warszawa  | Start Lublin             | Kobiety   |
| 1982 | AZS-AWF Warszawa  | Śląsk Wrocław     | Górnik Zabrze            |           |
| 1983 | Zawisza Bydgoszcz | AZS Wrocław       | Legia Warszawa           |           |
| 1984 | Legia Warszawa    | Zawisza Bydgoszcz | AZS-AWF Wrocław          |           |
| 1985 | Zawisza Bydgoszcz | Legia Warszawa    | Górnik Zabrze            |           |
| 1986 | Legia Warszawa    | Górnik Zabrze     | Zawisza Bydgoszcz        |           |
| 1987 | Górnik Zabrze     | Zawisza Bydgoszcz | Start Lublin             |           |
| 1988 | Legia Warszawa    | AZS-AWF Wrocław   | Start Lublin             |           |
| 1989 | Zawisza Bydgoszcz | AZS-AWF Wrocław   | AZS-AWF Katowice         |           |
| 1990 |                   |                   |                          |           |
| 1991 |                   |                   |                          |           |
| 1992 |                   |                   |                          |           |
| 1993 |                   |                   |                          |           |
| 1994 | Skra Warszawa     | Zawisza Bydgoszcz | AZS-AWF Warszawa         |           |
| 1995 | Skra Warszawa     | Zawisza Bydgoszcz | AZS-AWF Katowice         |           |
| 1996 | Skra Warszawa     | AZS-AWF Wrocław   | AZS-AWF Katowice         |           |
| 1997 | Skra Warszawa     | AZS Gdańsk        | AZS-AWF Wrocław          |           |
| 1998 | AZS-AWF Wrocław   | Skra Warszawa     | Schöller Namysłów        |           |
| 1999 | Skra Warszawa     | Schöller Namysłów | AZS-AWF Wrocław          |           |
| 2000 | Skra Warszawa     | AZS-AWF Wrocław   | AZS-AWF Kraków           |           |
| 2001 | Skra Warszawa     | Warszawianka      | AZS-AWF Wrocław          |           |
| 2002 | Skra Warszawa     | Warszawianka      | AZS-AWF Wrocław          |           |
| 2003 | Warszawianka      | AZS-AWF Wrocław   | AZS-AWF Warszawa         |           |
| 2004 | AZS-AWF Warszawa  | AZS-AWF Wrocław   | AZS-AWF Kraków           |           |
| 2005 | AZS-AWF Warszawa  | AZS-AWF Wrocław   | AZS-AWF Kraków           |           |
| 2006 | AZS-AWF Warszawa  | AZS-AWF Wrocław   | AZS-AWF Kraków           |           |
| 2007 | AZS-AWF Warszawa  | AZS-AWF Wrocław   | AZS-AWF Kraków           |           |
| 2008 | AZS-AWF Warszawa  | AZS-AWF Wrocław   | AZS-AWF Kraków           |           |
| 2009 | AZS-AWF Warszawa  | AZS-AWF Kraków    | AZS-AWF Wrocław          |           |
| 2010 | AZS-AWF Kraków    | WKS Śląsk Wrocław | SL WKS Zawisza Bydgoszcz |           |
| 2011 | AZS-AWF Kraków    | AZS-AWF Warszawa  | AZS-AWF Katowice         |           |
| 2012 | AZS-AWF Warszawa  | AZS-AWF Kraków    | WKS Śląsk Wrocław        |           |
| 2013 | AZS AWF Kraków    | AZS AWF Warszawa  | Podlasie Białystok       |           |
| 2014 | AZS AWF Kraków    | AZS AWF Warszawa  | Podlasie Białystok       |           |